# Жозеф-Дезіре Кур
Жозеф-Дезіре Кур (Joseph-Désiré Court; 14 вересня 1797, Руан — 23 січня 1865, Париж) — французький художник, писав картини на історичні сюжети та портрети.

## Біографія
Він був нащадком художника-портретиста Гіацинта Ріго, і рано виявив інтерес до мистецтва. Перші спроби у живописі були у школі малювання Жана-Батиста Дескампа. Після цього він працював у студіях Антуана-Жана Гро в Парижі.
Грошової допомоги від сім'ї не вистачало на його потреби, тому він малював невеликі картини, які продавав через агента. Незважаючи на це, він не зміг накопичити достатньо грошей, щоб продовжити навчання в Римі. Сподіваючись, що він зможе поїхати за рахунок держави, він змагався за Римську премію і в 1821 році отримав премію за картину про Самсона та Далілу. Під час свого перебування там він продовжував відправляти роботи назад до Парижа для виставок. Його картина «Смерть Цезаря» була придбана Музеєм Люксембургу у 1827 році.
У 1828 році Академія Руана призначила його членом-кореспондентом і замовила велику картину для своєї нової кімнати для засідань. Хоча їхнє прохання стосувалося лише станкової картини, він створив монументальне полотно із зображенням драматурга П'єра Корнеля, який отримав почесті від знаті після прем'єри його трагедії «Цинна». На знак подяки Кур був нагороджений золотою медаллю.
Після Липневої революції уряд короля Луї-Філіпа провів конкурс на велике полотно, щоб прикрасити нову кімнату в Палаті депутатів. Було запропоновано три теми. Кур вирішив намалювати Оноре Мірабо обличчям до Дре-Брезе на Генеральних штатах 1789 року. Його ескіз посів друге місце. Незадоволений рішенням журі, він все одно написав картину; виставляючи її на Паризькому салоні в 1833 році. Зараз її можна побачити в Музеї витончених мистецтв Руана. Зрештою він отримав деякі великі громадські замовлення, включаючи фігури для Отель-де-Віль (1841) і картини для купола Ісаакіївського собору (1850). Проте велика частина його творчості була присвячена портретам.
Він давно хотів повернутися до свого рідного міста, тому в 1853 році він погодився на посаду консерватора в Музеї Руана; негайно розпочав проєкт реконструкції приміщень музею.
Він помер від невизначеної хронічної хвороби під час лікування в Парижі. Його останки були доставлені додому та поховані на Монументальному кладовищі Руана. Він був удостоєний численних нагород, у тому числі ордена Почесного легіону в 1838 році.

## Галерея

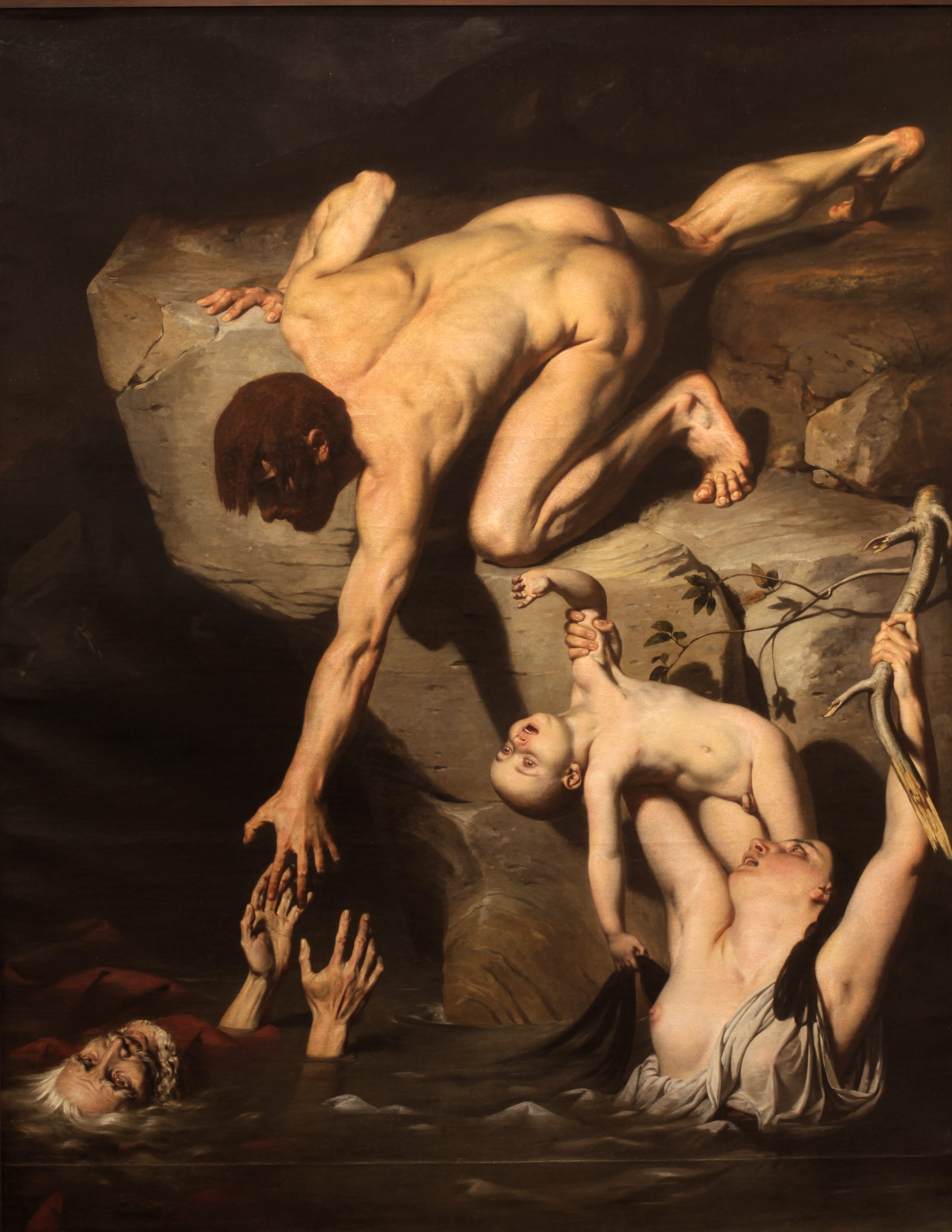
Сцена з Великого потопу
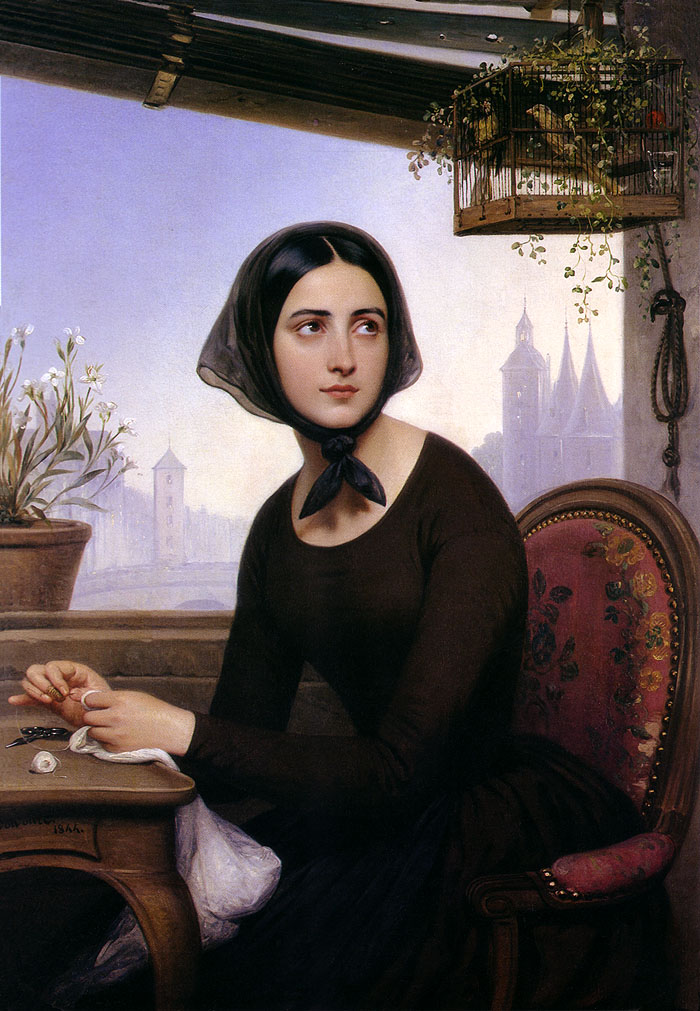
Ріголетт займається собою, поки Жермен відсутній. 1842
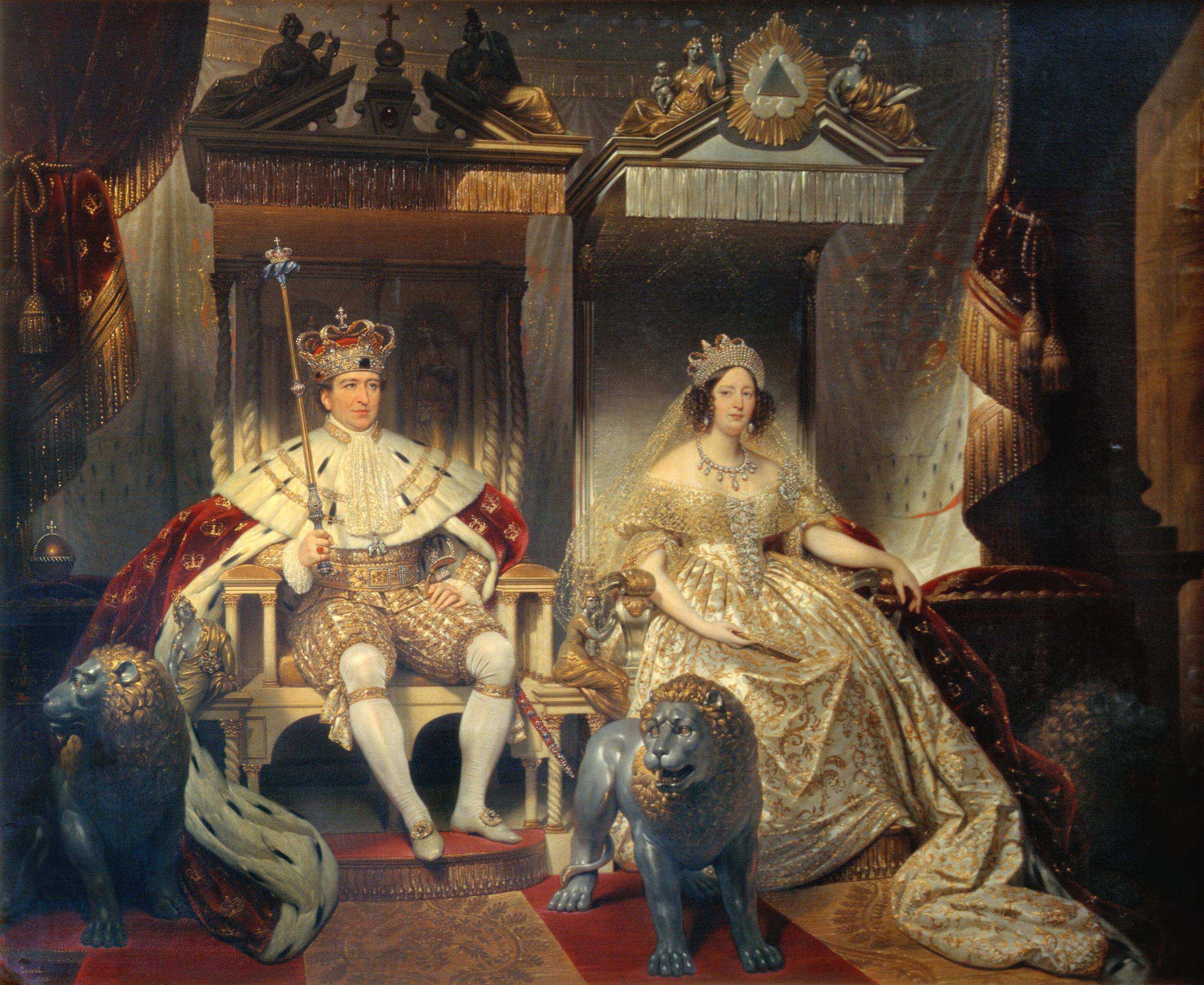
Король Кристіан VIII і королева Амалія в своїх коронаційних мантіях
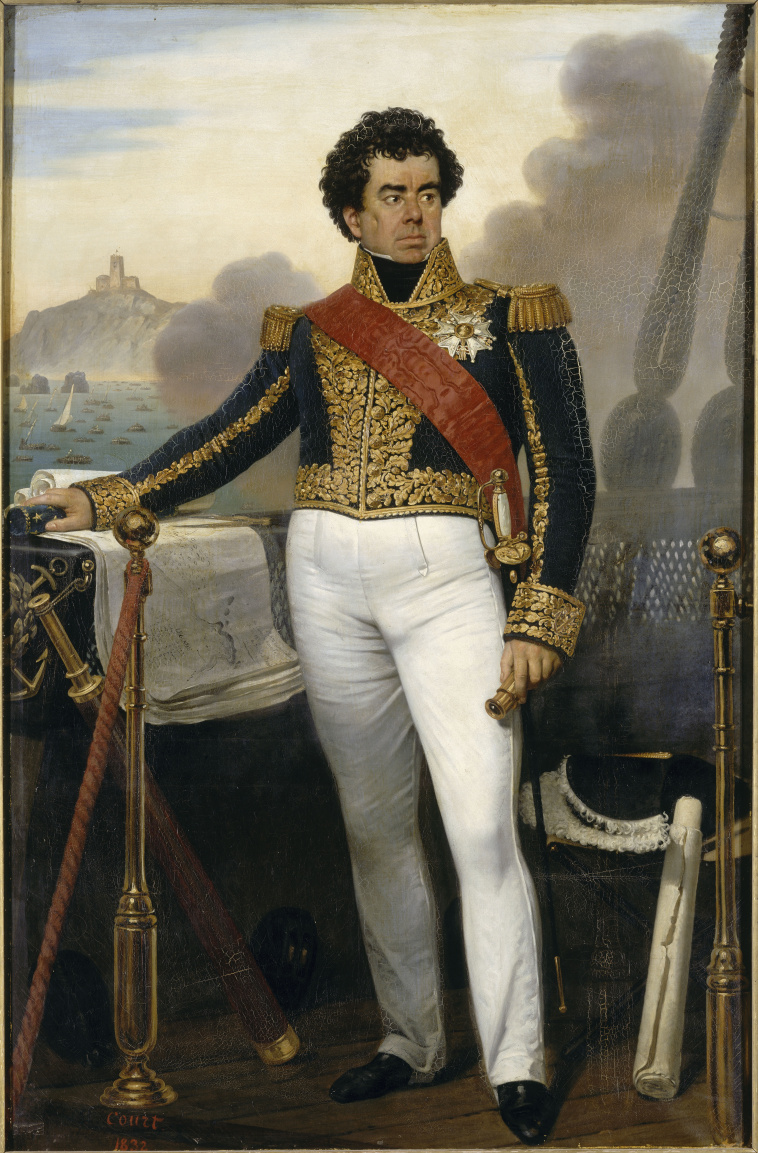
Гі-Віктор Дюпер. 1832
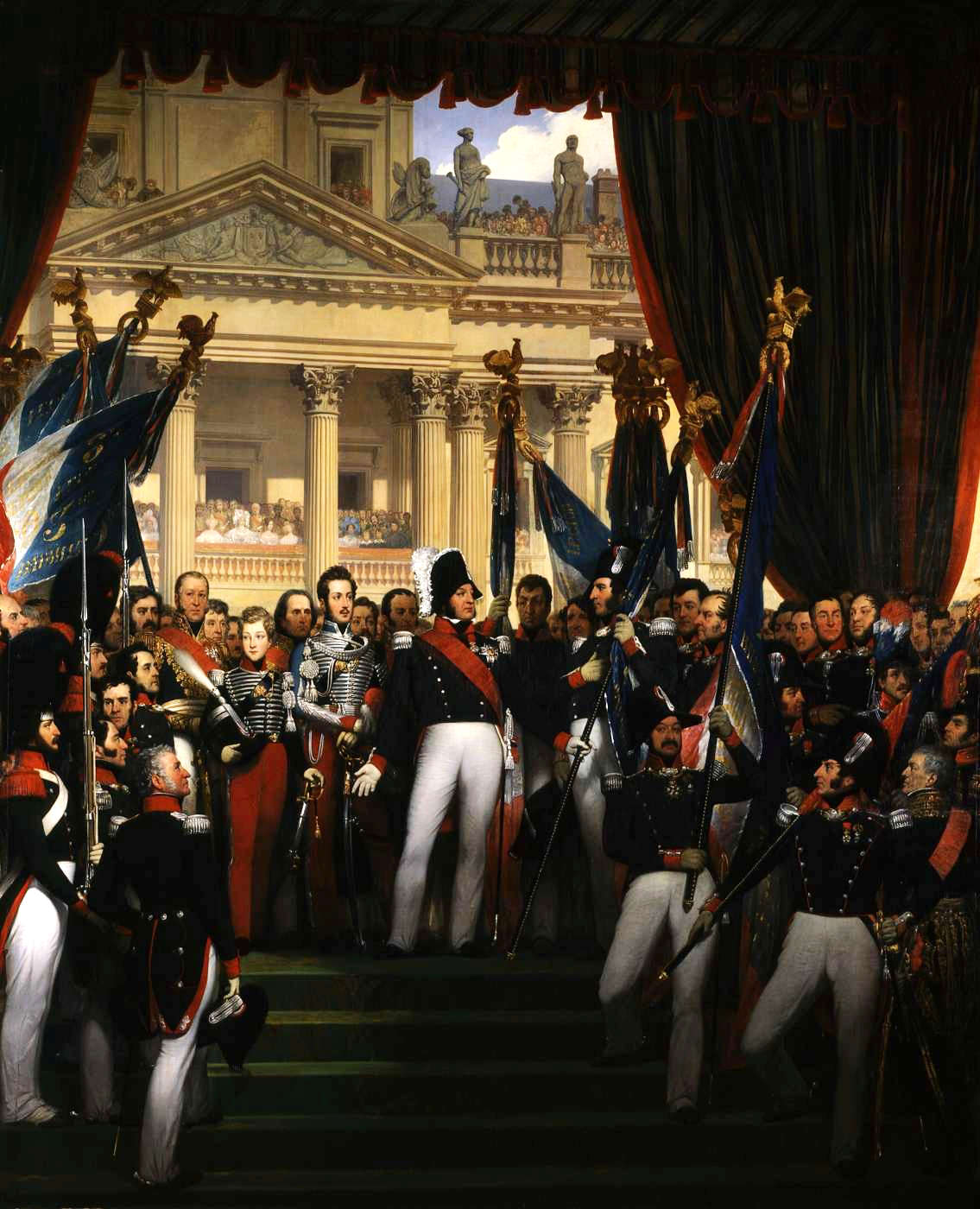
Король передає прапори Національній гвардії Парижа та передмістя (29 серпня 1830 р.) . 1834
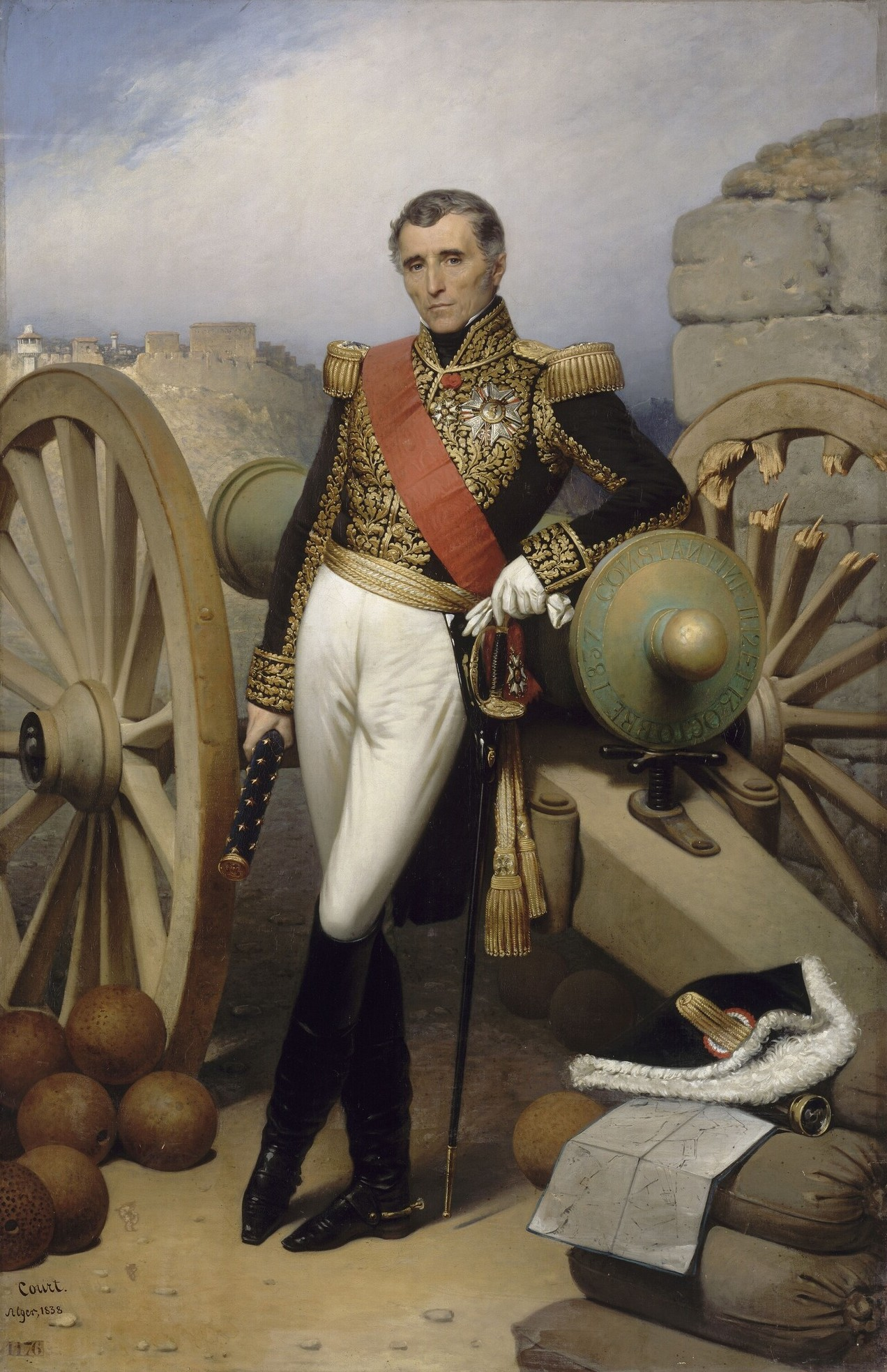
Сільвен Шарль Вале. 1838
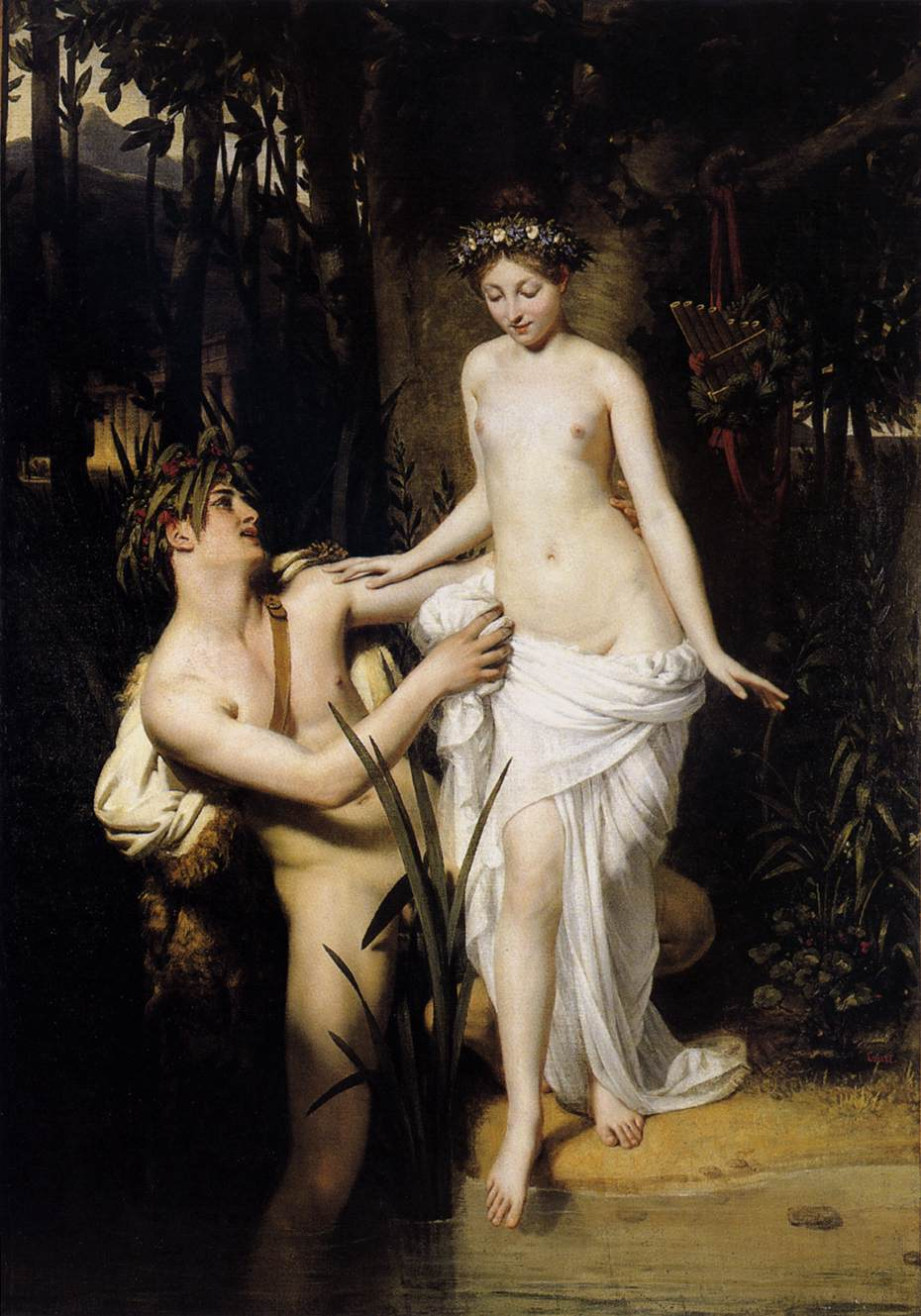
Купання німфи і фавна, 1824
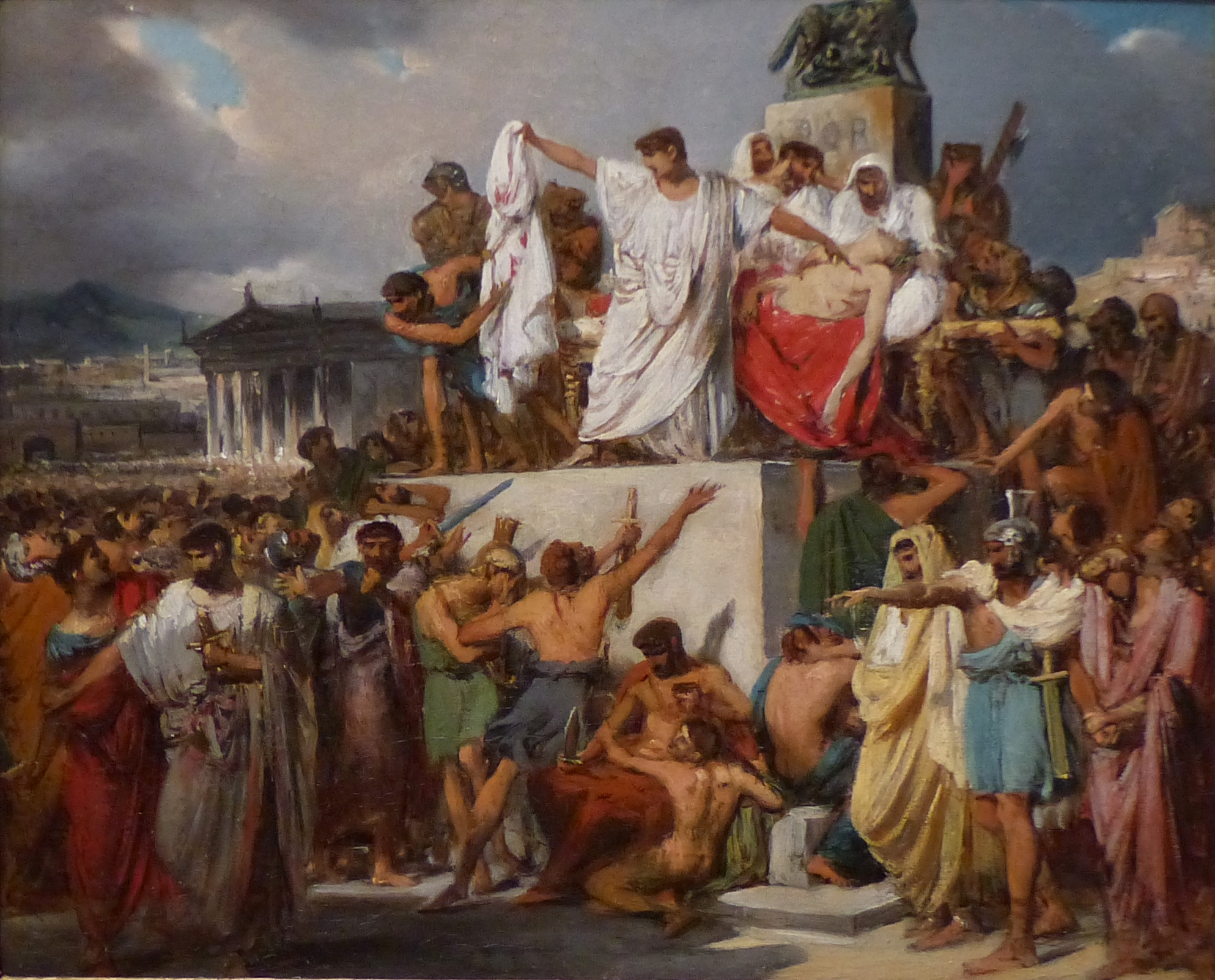
Смерть Цезаря, 1827